# Dioscorea obcuneata
Dioscorea obcuneata là một loài thực vật có hoa trong họ Dioscoreaceae. Loài này được Hook.f. mô tả khoa học đầu tiên năm 1892.